# Тюк
Тюк (нід. Tuk, нід. вимова: [tək]) — село в нідерландській провінції Оверейсел. Входить до муніципалітету Стенвейкерланд.
Його площа становить 3,94 км², а населення станом на 2021 рік складало 2 170 осіб.
Перша згадка про населений пункт датується 14-им сторіччям.